# Křivé jezero (národní přírodní rezervace)
Národní přírodní rezervace Křivé jezero vznikla v roce 1973 na rozloze 116,4 ha, která zahrnuje pravobřežní část dyjské nivy včetně stejnojmenného slepého ramene a rozkládá se v katastru obcí Milovice a Nové Mlýny v nadmořské výšce 163 až 165 m.

## Důvod ochrany

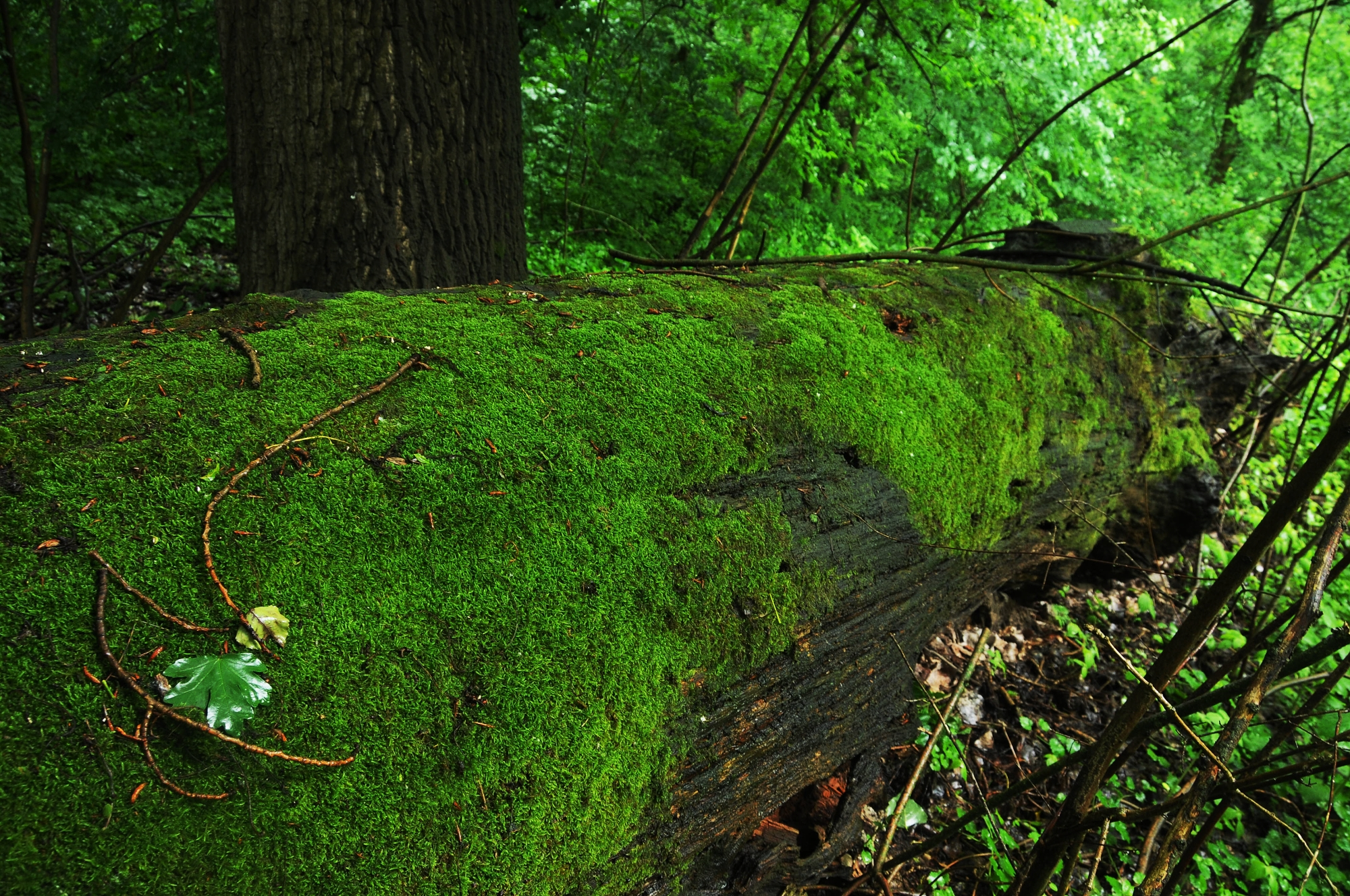
NPR Křivé jezero

Zachovalá část nivy s přirozeným charakterem říčního koryta, porosty tvrdého a měkkého luhu, lužními loukami, nelesními mokřadními a vodními společenstvy a odříznutým meandrem Dyje; význačné hnízdiště ptactva. Správu vykonává Správa CHKO Pálava.

## Geologie
Celá rezervace se nachází na holocenních fluviálních písčitohlinitých sedimentech, které jsou místy vystřídány slatinnými zeminami.

## Flóra
Částečně jsou zachovány porosty tvrdého luhu s jasanem úzkolistým (Fraxinus angustifolia), jilmem vazem (Ulmus laevis) a dubem letním (Quercus robur), na vlhčích místech je nahrazují porosty měkkého luhu s vrbou bílou (Salix alba) a topolem bílým (Populus alba). V části rezervace byly tyto polopřirozené porosty nahrazeny výsadbou topolu kanadského (Populus x canadensis).
U Křivého jezera a Panenského mlýna dosud existují fragmenty kontinentálních lužních luk s jarvou žilnatou (Cnidium dubium), ale vlivem změn vlhkostních poměrů a nekosení se v posledních letech šíří ostřicové a chrasticové porosty. Periodické tůně v létě za nízkého stavu vody zarůstají zblochanovými rákosinami se šmelem okoličnatým (Butomus umbellatus) a porosty širokolistých bylin s haluchou vodní (Oenanthe aquatica) a rukví obojživelnou (Rorippa amphibia). V Křivém jezeře dosud přežívá leknín bílý (Nymphaea alba).
Z dosud nalezených druhů cévnatých rostlin je 10 zvláště chráněných: hrachor bahenní (Lathyrus palustris), kosatec sibiřský (Iris sibirica), ožanka čpavá (Teucrium scordium), pryšec bahenní (Euphorbia palustris), violka slatinná (Viola stagnina), šišák hrálolistý (Scutellaria hastifolia), žluťucha slatinná (Thalictrum flavum). Před napuštěním dolní zdrže u Nových Mlýnů sem byla s dobrým úspěchem přesazena ladoňka vídeňská (Scilla vindobonensis) a více než 100 000 bledulí letních (Leucojum aestivum), která zde má nejpočetnější populaci v českých zemích. Na okraji louky u Panenského mlýna rostou dva exempláře topolu černého (Populus nigra).

## Fauna
Rezervace chrání unikátní ukázky lužních biotopů se všemi význačnými živočichy – včetně komárů. V jarních periodických tůních se vyskytuje listonoh jarní (Lepidurus apus), žábronožka sněžní (Eubranchipus grubii) a někteří zástupci lasturnatek. Na březích tůní žije střevlík Carabus clathratus, u něhož představují zaplavované nivy Podyjí jedinou makrolokalitu v českých zemích. V lesích je běžným druhem tesařík obrovský (Cerambyx cerdo Linné), v korunách starých mohutných dubů buduje svá hnízda velmi vzácný mravenec Liometopum microcephalum.
V tůních se rozmnožuje velký počet obojživelníků – rosnička zelená (Hyla arborea), skokan ostronosý (Rana arvalis), skokan menší (Pelophylax lessonae) i skokan skřehotavý (Pelophylax ridibundus), kriticky ohrožený čolek velký (Triturus cristatus), v řece Dyji žijí dva kriticky ohrožené druhy ryb – drsek menší (Zingel streber) a drsek větší (Zingel zingel). Zde lze také nalézt lastury velevruba malířského (Unio pictorum). Na Křivém jezeře mj. hnízdí orel mořský (Haliaeetus albicilla), luňák červený (Milvus milvus) i luňák hnědý (Milvus migrans), hojná je i pro lužní biotopy typická cvrčilka říční (Locustella fluviatilis). Klapáním zobáků se na jaře ohlašuje menší lesní kolonie čápů bílých (Ciconia ciconia).
Původně byla rezervace vyhlášena z důvodu unikátního způsobu hnízdění hus velkých (Anser anser) na hlavatých vrbách. V posledních letech se na jejím území pravidelně vyskytuje i bobr evropský (Castor fiber), který se na jižní Moravu rozšířil po jeho znovuvysazení u Vídně.